# David Cabello
José David Cabello García (Remscheid, Alemania, 9 de septiembre de 1977) más conocido como David Cabello es un exfutbolista y entrenador hispano-alemán. Actualmente está sin equipo tras abandonar la disciplina de la U. D. Melilla.

## Trayectoria

### Como jugador
Natural de Remscheid (Alemania), era un delantero formado en las categorías inferiores del FC Barcelona y disputó hasta 15 temporadas en Segunda B en infinidad de clubes ya que vistió las camisetas de equipos como CD Isla Cristina (en la temporada 1997-1998), Poli Almería (en la temporada 1998-1999), Xerez CD (en la temporada 1999-2000), Algeciras CF (en los cursos 2000-2001 y 2001-2002), AD Ceuta (en la temporada 2002-2003), Atlético Gramenet (en la temporada 2003-2004), CD Badajoz (en la temporada 2004-2005), CF Extremadura (en la temporada 2005-2006), UD Melilla (en la temporada 2006-2007), Lucena CF (entre los cursos 2007-2008 y 2009-2010), Estepona CF (en la temporada 2010-2011) y Sporting Villanueva Promesas y Burgos CF (en la temporada 2011-2012).
En las filas del Lucena CF en el que estuvo durante tres años temporadas, vivió sus dos mejores temporadas goleadoras (14 y 13 tantos), firmando en la temporada 2009-10 una de las mejores de este club, quedando sexto clasificado en el grupo IV.
En 2012 colgó las botas para probar suerte en los banquillos.

### Como entrenador
Tras retirarse como jugador, David se convirtió en entrenador de los equipos de la cantera del Málaga CF, haciéndose cargo tanto del Juvenil “B” (en la temporada 2014-2015) como del Cadete “A” (en la temporada 2015-2016). Más tarde, llegó a ser nombrado coordinador del Área de Metodología de la Academia del Málaga CF, entidad en la que además dirigió al Juvenil A, con el que quedó campeón de liga.
También fue coordinador de Metodología de la cantera del Deportivo Alavés, desde el filial hasta el benjamín.
En mayo de 2019, se convierte en entrenador del primer equipo del CP El Ejido del Grupo IX de la Tercera División, tras haber descendido de Segunda División B al término de la campaña 2018-2019.
El 25 de julio de 2020, el técnico hispano-alemán devolvería al CP El Ejido a la Segunda División B al conseguir un empate en el play-off de ascenso frente al Real Jaén CF.
El 5 de agosto de 2020, se conoce que David Cabello pese a conseguir el ascenso no continuaría en el banquillo del CP El Ejido.
El 18 de agosto de 2020, se convierte en entrenador de la Cultural Leonesa de la Segunda División B por una temporada en sustitución de José Manuel Aira.
El 1 de diciembre es destituido de su cargo, siendo sustituido por Iñigo Idiakez.
El 7 de junio de 2022, se hace oficial su regreso al CP El Ejido de la Segunda División RFEF, equipo al que ya entrenó durante la temporada 2019-20 y con el que consiguió el ascenso al ya desaparecido Grupo 4° de Segunda División B.
El 16 de octubre de 2024 se oficializa su fichaje por la U. D. Melilla del Grupo 5 de la Segunda Federación hasta el 30 de junio de 2025.

## Clubes

### Como jugador
| Club                 | País   | Año       |
| -------------------- | ------ | --------- |
| CD Isla Cristina     | España | 1997-1998 |
| CP Almería           | España | 1998-1999 |
| Xerez CD             | España | 1999-2000 |
| Algeciras CF         | España | 2000-2002 |
| AD Ceuta             | España | 2002-2003 |
| UD Atlético Gramenet | España | 2003-2004 |
| CD Badajoz           | España | 2004-2005 |
| CF Extremadura       | España | 2005-2006 |
| UD Melilla           | España | 2006-2007 |
| Lucena CF            | España | 2007-2010 |
| Unión Estepona CF    | España | 2010-2011 |
| Sporting Villanueva  | España | 2011-2012 |
| Burgos CF            | España | 2012      |

### Como entrenador
| Club             | País   | Año       |
| ---------------- | ------ | --------- |
| CP El Ejido      | España | 2019-2020 |
| Cultural Leonesa | España | 2020      |
| CP El Ejido      | España | 2022-2023 |
| UD Melilla       | España | 2024-2025 |